# Made in Timeland
Made in Timeland è il diciannovesimo album in studio del gruppo musicale australiano King Gizzard & the Lizard Wizard, pubblicato nel 2022.

## Tracce
1. Timeland – 15:00
2. Smoke & Mirrors – 15:00

## Formazione
- Stu Mackenzie – voce (tracce 1–2), batteria (1), basso (1–2), tastiera (1–2), sintetizzatore (1–2), percussioni (1–2), ocarina (1), mellotron (1–2), vocoder (2)
- Joey Walker – sintetizzatore (1–2), percussioni (1–2)
- Michael Cavanagh – batteria (1–2), percussioni (1–2), sintetizzatore (2)
- Ambrose Kenny-Smith – voce (1–2), sintetizzatore (2), chitarra acustica (2), percussioni (2), tastiera (2)
- Cook Craig – tastiera (1), sintetizzatore (1)
- Lucas Harwood – tastiera (2), sintetizzatore (2), basso (2), basso (2)